# Peter Vilfan
Peter Vilfan, né le 29 juin 1957 à Maribor, dans la République socialiste de Slovénie, est un ancien joueur slovène de basket-ball, évoluant au poste d'arrière.

## Carrière
Peter Vilfan est le premier capitaine de l'histoire de l'équipe de Slovénie, après l'indépendance de la Slovénie. Il est devenu consultant sportif à Radiotelevizija Slovenija, la télévision et radio publique slovène.

### Palmarès
- Champion du monde 1978
- Médaille de bronze au championnat du monde 1982
- Médaille de bronze au championnat d'Europe 1979
- Finaliste au championnat d'Europe 1981